# 短跑

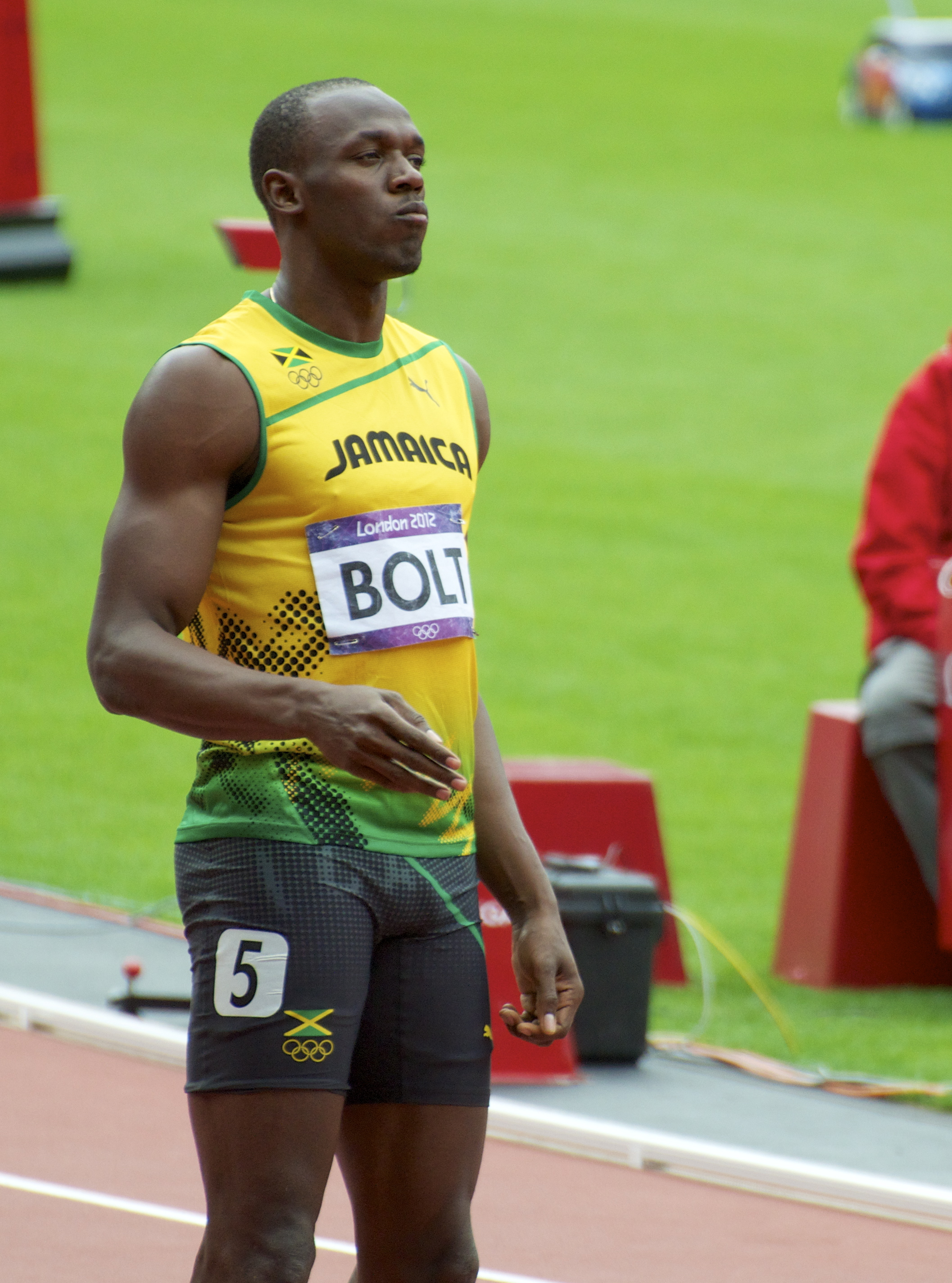
尤塞恩·博尔特，100米和200米短跑世界紀錄保持者

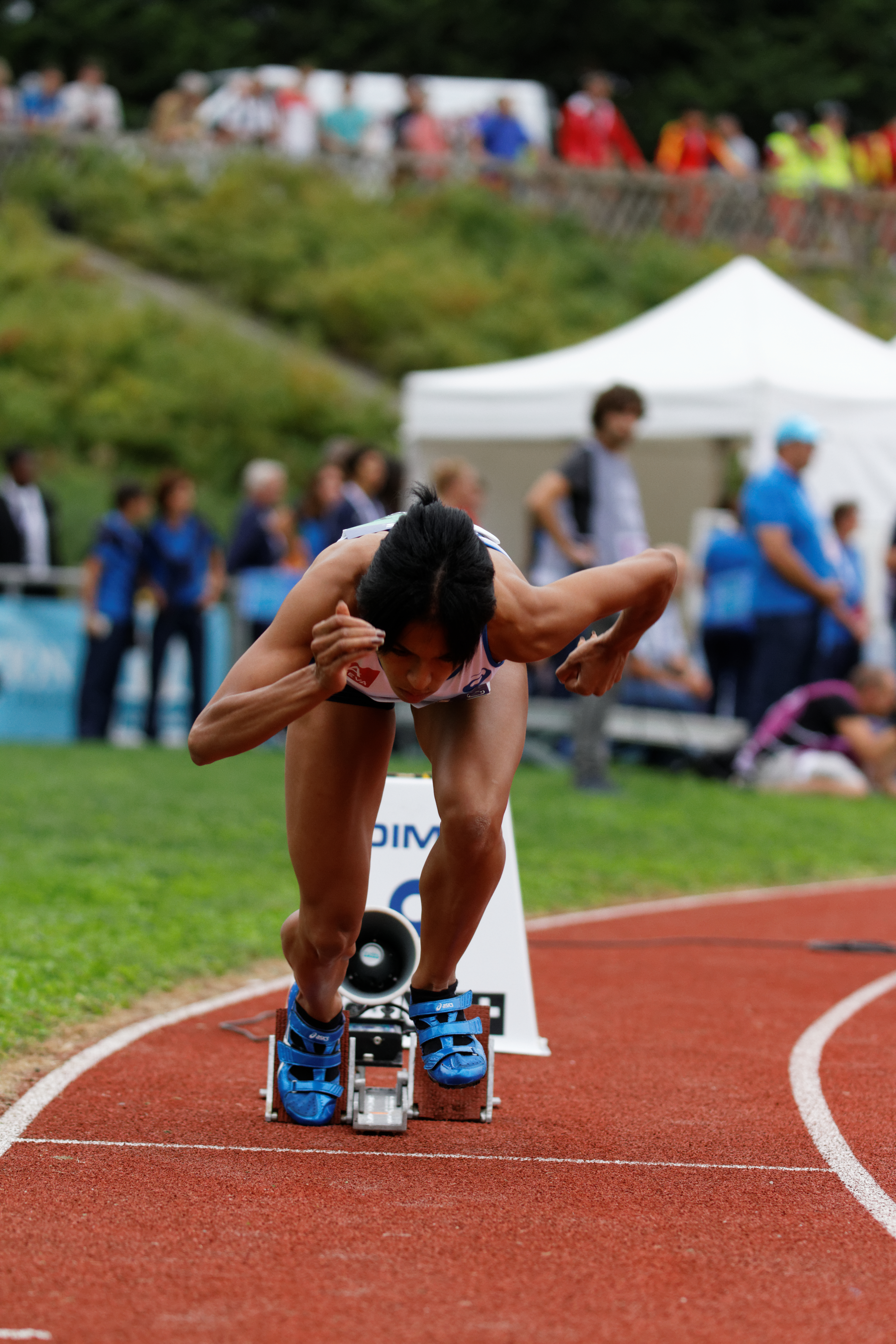
短跑運動員最初的蹲下姿勢可以讓她的肌肉預負荷，並將由此產生的力量導入她向前的第一步。

短跑通常指距離599米以下的跑步比賽。短跑手需要爆發力（如何在短時間加速）來衝刺、頻率高和步幅大。起步的姿勢亦很重要，因為短跑分秒必爭。短跑的生理因素有不可取代的使用快肌、腎上腺素和無氧呼吸。

## 60米以下
這個長度對跑手的爆發力要求很高。跑的時候可以無須呼吸，以高速來跑。大部分跑手認為這個賽事太短，意義不大。而對其他運動來說，這頗為流行。

## 100米
最典型的短跑長度。通常在室外標準400米賽道上的直線進行，運動員不用轉彎。很多60米的天才會輸給訓練有素的100米選手。此項賽事的紀錄保持者通常會被視為全世界跑得最快的人。現在的男子紀錄保持者為尤塞恩·博尔特（9秒58），女子紀錄保持者為弗洛倫斯·格里菲斯（10秒49）。

## 200米
這是一項需要轉彎速度高、同時又要直路跑的技術結合的賽事。不過對大部分受過訓練的跑手來說，那只不過是力量的比拚。一個稍短，且跑在直路的比賽，在古代奧林匹克運動會中第一項有紀錄的賽事。現在的男子紀錄保持者為牙買加的尤塞恩·博爾特（19秒19），於2009年的柏林世锦赛時所創下的；女子紀錄保持者為弗洛倫斯·格里菲斯（21秒34）。

## 300米
非正式的長度，但為常見的訓練長度。

## 400米
剛好是一個標準田徑場最內的圈的長度。在這個項目成功的跑手不但要步幅大，頻率高，而且要有一定的慢肌以保持速度。在學界運動會來說，400米已是中距離的比賽長度，现在的男子纪录保持者是南非田径运动员瓦伊德·范尼凯克（43秒03），他在2016年里约奥运会获得田径男子400米冠军；女子紀錄保持者是瑪麗塔·科赫（47秒60）。